# Электроника МК-33
Электроника МК-33 — советский карманный микрокалькулятор.
Выполняет следующие операции: вычисление процентов от числа, извлечение квадратного корня, извлечение константы «Пи», округление результата до двух знаков после запятой, изменение знака числа и операции с памятью. Ранее выпускался под маркой «Электроника С3-33». Производился на Объединении «Светлана», Ленинград. Продавался по цене 25 рублей в комплекте с зарядным устройством ЗУ 3Д-0,1 или 35 рублей в комплекте с блоком питания БП2-3С.
Микрокалькулятор производился в двух исполнениях: с функцией 1/x или с функцией квадратного корня. Первый вариант является переименовыванием микрокалькулятора С3-33 (чип К145ИК16), второй — усовершенствование предыдущей модели (чип КР145ИК16). Кроме функции квадратного корня микрокалькулятор имеет возможность округлять до 2-х знаков после запятой и извлекать константу «π».

## Технические характеристики
- Элементная база:
  - К145ИК16 (с функцией 1/x), КР145ИК16 (с функцией «квадратный корень»)[2]
  - К145КТ3П (вместе с КР145ИК16)
- Питание: от 3 аккумуляторов типа Д0.1 или внешнего блока питания. В варианте без блока питания в комплект поставки также входило бестрансформаторное зарядное устройство для аккумуляторов.[3]

## Комплект поставки
- Микрокалькулятор «Электроника МК-33»;
- Элементы питания: аккумуляторы Д-0.1 (или Д-0.125) 3 шт;
- Блок питания «Электроника БП2-3С» (в ранних моделях);
- Зарядное устройство
- Чехол;
- Руководство по эксплуатации.[1]

## Конструктивные особенности
- В ранних экземплярах микрокалькулятора ИМС К145ИК16 (с кнопкой 1/x вместо квадратного корня, без константы «Пи») имеет корпус с четырёхсторонним расположением выводов и металлической крышкой, а вместо ИМС К145КТ3П для коммутации индикаторов применены дискретные полупроводниковые триоды. Эта схема соответствовала микрокалькулятору С3-33.
- Внешний источник питания в поздних моделях не использовался.
- В калькуляторе регистр запятой имеет 16 разрядов, что позволяет умножать числа с результатом до 1e16-1.
- В корпусе от данного микрокалькулятора без отверстий под клавиши и индикатор тот же производитель выпускал бытовые приборы ИБГИ-01 (индикатор бета- и гамма-излучений) и BGRAI-01 (beta-gamma radiation alarm indicator, экспортный вариант). Первый из них комплектовали таким же зарядным устройством для трёх дисковых аккумуляторов, как и микрокалькулятор.[источник не указан 2719 дней]

## Фотографии
|  |  |  |  |
|  |  |  |  |

Калькуляторы датированы «Январь 1985 года» и «Октябрь 1991 года», который без разъёма БП, возможно такая модификация.
Фотографии сделаны в апреле 2008 года.